# Зіньківці
Зінькі́вці — село Кам'янець-Подільського району. Входить до складу Кам'янець-Подільської міської територіальної громади.

## Назва
На думку краєзнаця Івана Гарнаги, назва села антропонімічного походження: певно, один із перших поселенців мав ім'я Зінько (скорочена форма календарного імені Зіновій, що в перекладі з грецької означає «Боже життя») .

## Розташування
Приміське село Кам'янця-Подільського — його західний сусід. Село розташувалося на правому березі річки Смотрич, на протилежному березі лежать мікрорайони Кам'янця-Подільського — Польські фільварки та Біланівка. Зіньковецький потічок, що протікає в глибокій долині та впадає в Смотрич на Видрівці, відділяє Зіньківці від Підзамча — ще одного мікрорайону Кам'янця-Подільського.
З півночі Зіньківці межують із селом Пудлівці, а із заходу — із селом Довжок і хутором Козак (нині складовою частиною Довжка).

### Клімат
Зіньківці знаходяться в межах вологого континентального клімату із теплим літом, у так званому «теплому Поділлі». Але діяльність людини призводить до зміни клімату та глобального потепління.

## Населення

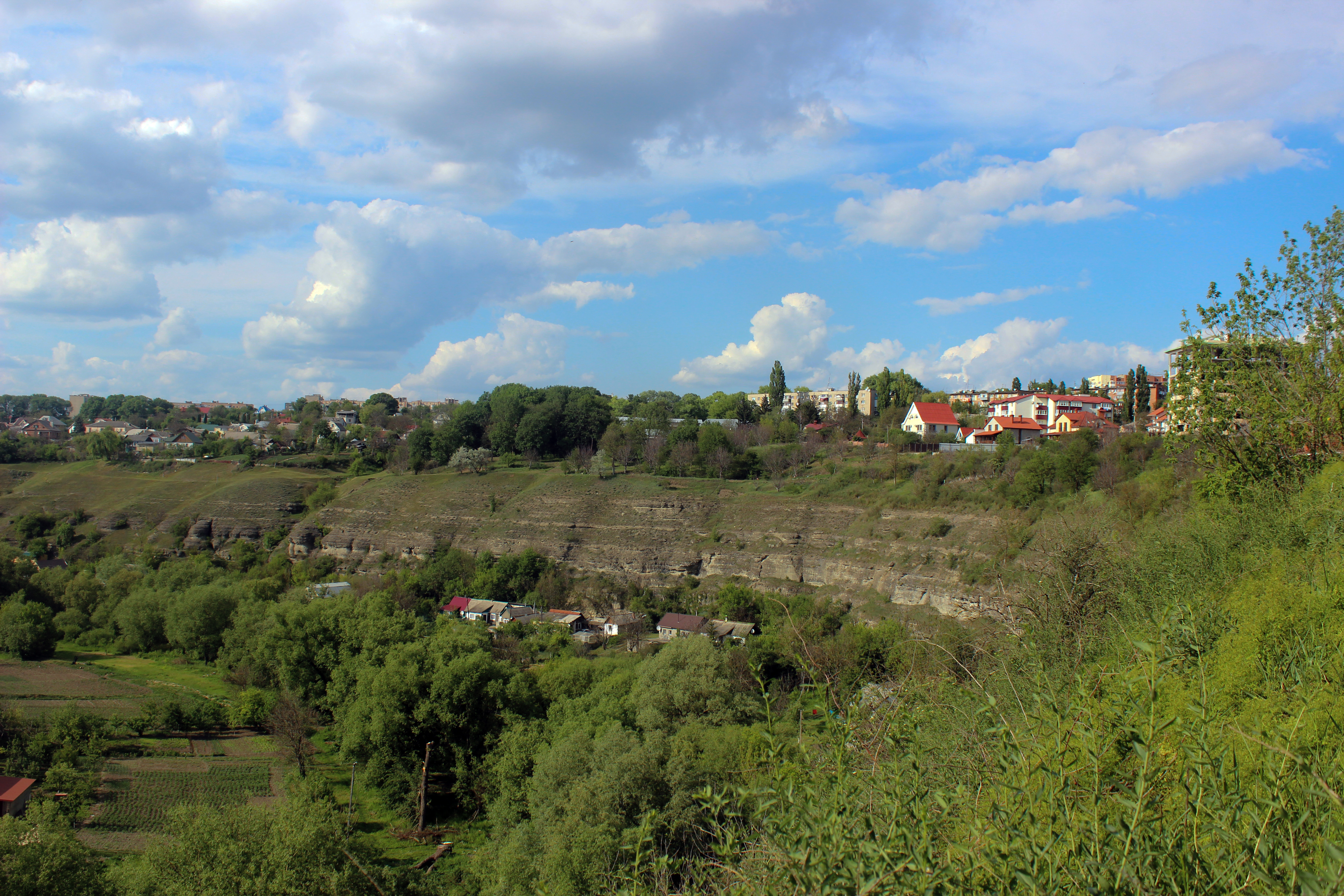
Каньйон річки Смотрич біля села Зіньківці

Згідно з даними першого загального перепису населення Російської імперії, проведеного 28 січня 1897 року, у Зіньківцях мешкало 1611 осіб (765 чоловіків і 846 жінок) .
У виданні «Населені місця Поділля» (Вінниця, 1925) зазначно, що містечко Зіньківці мало 335 господарств і 1501 мешканця. До Зіньковецької сільської ради належали хутір Гуменисько (Гумінськ), що мав 23 господарства та 93 мешканці, та посілок Юридика, що мав 98 господарств і 732 мешканці.
За даними на 1998 рік: дворів — 295, мешканців — 950.
За підсумками Всеукраїнського перепису населення (за станом на 5 грудня 2001 року): постійного населення — 851 (чоловіків — 385, жінок — 466).
Населення села постійно зменшується. Станом на 1 січня 2011 року в Зіньківцях мешкало 825 осіб, з них дітей дошкільного віку — 71, шкільного віку — 79, громадян пенсійного віку — 175.
Згідно перепису 2015 року селі жило 830 осіб, населення села скоротилось на 2,47 % порівняно зі 2001 роком.
Найпоширенішими фаміліями у селі є: Сокальський — 3.0 %, Шаткевич — 2.3 %, Ткачук — 1.9 %, Луцик — 1.4 %, Волощук — 1.3 %, Крищук — 1.1 %, Ратовський — 1.1 %.

### Мова
У селі поширені західноподільська говірка та південноподільська говірка, що відносяться до подільського говору, який належить до південно-західного наріччя.
Розподіл населення за рідною мовою за даними перепису 2001 року:
| Мова       | Відсоток |
| ---------- | -------- |
| українська | 96,94 %  |
| російська  | 3,06 %   |

## Історія
Село згадується у грамоті 1 березня (10 березня за новим стилем) 1440 року — король Володислав підтверджує за Петром Одровонжем 13 раніше наданих йому Ягайлом сіл.
Далі згадується 21 травня 1444 року, коли Фрідріх Бучацький, староста подільський, записує шляхтичу Яну Фіоль-де-Конаріову («de Konarzow») в заміну за село Внучківці 50 гривень на пустині Боблива Криниця.
У 1509 році, 1528 році, 1556 та 1643 роках, село зазнавало численної шкоди в результаті татарських та молдавських нападів.
Невеликий кам'яний костел святого Хреста збудований на початку XVIII століття був знищений татарами. Кам'янецький біскуп Стефан Рупневський відбудував кам'яний костел Воздвиження Чесного Хреста у 1718—1721 роках. Костел на Зіньківцях був філією Кафедрального костелу. Під час епідемії, що панувала в Кам'янці з 29 серпня 1738 року по 17 січня 1739 року, кам'янецький єпископ Франциск-Антоній Кобельський наказав центр парафії перенести на Зіньківці, а отже костел Воздвиження Чесного Хреста певний час був кафедральним. У 1925 році радянська влада закрила костел, а в його приміщеннях було розташовано хату-читальню та єврейський пункт по ліквідації неграмотності, а далі облаштували бібліотеку та сільський клуб.
Поруч із Зіньковецьким костелом зберігся католицький цвинтар. На ньому під час епідемії чуми 1770 р., через брак місця на костельних погостах Кам'янця-Подільського, почали також ховати більш бідне населення міста. Така практика зберігалась і надалі до 1796 р. коли був закладений міський цвинтар біля Польських фільварок.
3 (14) червня 1779 року в Зіньківцях Йосип Вітт, син коменданта Кам'янець-Подільської фортеці Яна де Вітте, обвінчався із красунею Софією (у другому шлюбі Софія Потоцька) .
У переписі єврейського населення, що був здійснений 30 вересня 1789 року, Кам'янецька парафія іменується так: «Парафія Кам'янецька або ж Зіньковецька». Самі ж Зіньківці згадуються там так: «село Зіньківці біскупське».
В 1842 році село продають Юзефу Ігнацію Бєтковському. Далі Зіньківці продають з аукціону, більшу частину маєтку викупив російський купець Міліков.
В 1905 році в селі була православна церква, костел і два єврейських молитовних будинки.
Внаслідок поразки Перших визвольних змагань на початку XX століття, село надовго окуповане російсько-більшовицькими загарбниками.
Радянська окупація принесла колективізацію та розкуркулення, мешканці села зазнали репресій. Багатьох частинах Поділля відбувались масові селянські повстання, проти радянської влади.
В 1932–1933 селяни села пережили сталінський геноцид, зазнали репресій.
По закінченню Другої світової війни у 1946—1947 роках мешканці села вчергове пережили голод.
З 1991 року в складі незалежної України.
20 грудня 2004 року в село прийшов природний газ .
З 12 червня 2020 року шляхом об'єднання сільських територіальних громад у складі Кам'янець-Подільської міської громади.
У 2022-2023 роках селі Зіньківці почали відновлювати гуртожиток на 250 мешканців під житло для внутрішньо переміщених осіб. Будівля колишнього гуртожитку ДНЗ «Подільського центру профтехосвіти» була непридатною для проживання, вона два десятиліття стояла пусткою. Громадська організація «Металаб» розробила архітектурний проєкт і знайшла фінансування на його реалізацію — 630 тисяч євро від німецької організації «Sign of hope». Реалізовували проєкт квітні 2023 року в партнерстві з громадською організацією «Інша Освіта» архітектори Ганна Пашинська та Тетяна Пашинська, для яких це вже четвертий об'єкт проєкту «Ко-хати» та керівник реконструкції гуртожитку Олексій Садовий.
Колишній орган місцевого самоуправління — Зіньковецька сільська рада.

## Релігія
В селі функціонує:

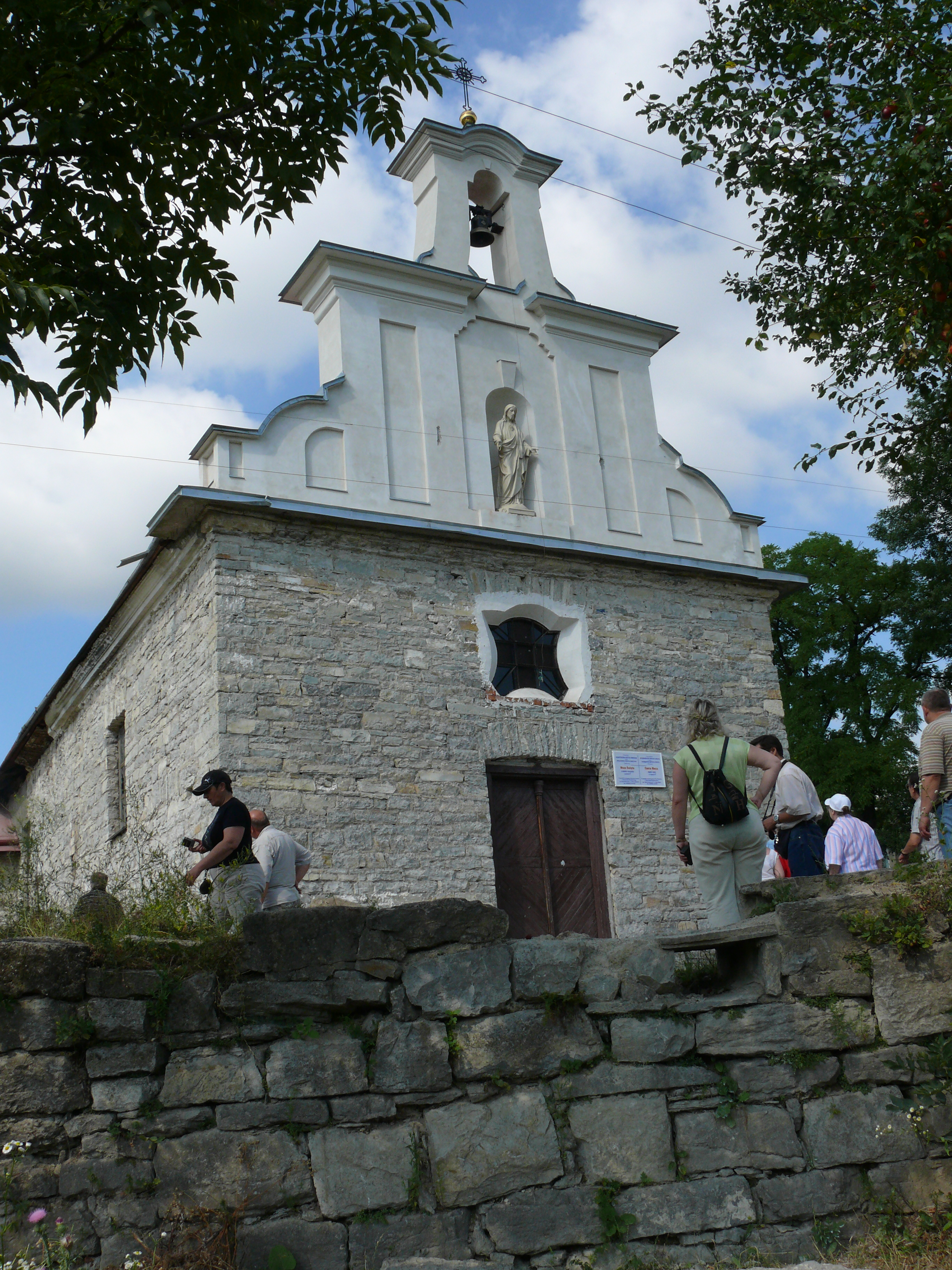
Зіньківці костел

- Костел Воздвиження Святого Хреста — вперше письмово згадується з XVII століття.

## Відомі люди
- Народився російський поет-сатирик Еміль Кроткий (1892 — 1963).
- Померла українська актриса й співачка Катерина Рубчакова (22 листопада 1919 року).

## Охорона природи
Село лежить у межах національного природного парку «Подільські Товтри».